# Бурыкин, Александр Николаевич
Александр Николаевич Бурыкин (20 июля 1906 года, Нижний Новгород — 9 мая 1967 года, Москва) — советский военный деятель, генерал-лейтенант (1962 год).

## Начальная биография
Александр Николаевич Бурыкин родился 20 июля 1906 года в Нижнем Новгороде.
С сентября 1917 года учился в Донском кадетском корпусе в Новочеркасске.

## Военная служба

### Гражданская войны
В декабре 1919 года в связи с наступлением частей РККА Донской кадетский корпус начал эвакуацию в Екатеринодар, по пути в который А. Н. Бурыкин бежал, заболел тифом, подобран военнослужащими 1-й конной армии и после излечения вернулся на родину.
15 мая 1920 года призван в ряды РККА и направлен переписчиком в штаб войск Донской области в Новочеркасске.

### Межвоенное время
С июня 1921 года служил телефонистом в составе отдельной роты связи штаба 37-й бригады (Северо-Кавказский военный округ), с января 1922 года — переписчиком на кавалерийских курсах в Новочеркасске, с января 1923 года — помощником делопроизводителя на окружных повторных курсах среднего комсостава в Ростове-на-Дону, а с мая 1923 года — помощником адъютанта учебной батареи в Новочеркасске.
В сентябре 1923 года А. Н. Бурыкин направлен на учёбу в Тифлисскую пехотную школу комсостава Кавказской Краснознамённой армии. В августе-сентябре 1924 года в составе отряда этой же школы принимал участие в подавлении восстания под руководством К. И. Чолокашвили на территории Кахетии. После окончания школы в июне 1926 года назначен на должность командира взвода в составе 1-го Кавказского стрелкового полка (1-я Кавказская стрелковая дивизия), дислоцированного в Батуми, в сентябре 1927 года — на должность курсового командира в Закавказской пехотной школе в Тифлисе, а с января 1930 года служил на должностях командира роты, помощника командира полка по хозяйственной части, командира учебной роты и помощника начальника штаба полка в составе 9-го Кавказского стрелкового полка (3-я Кавказская стрелковая дивизия) и принимал участие в подавлении бандформирований на территории Чечни и Азербайджана.
В феврале 1935 года назначен на должность помощника начальника штаба 11-го Кавказского стрелкового полка (3-я Кавказская стрелковая дивизия), дислоцированного в Кировабаде и Ленинакане, а с января 1936 года служил на Военно-Хозяйственных курсах Закавказского военного округа на должностях начальника 1-го отделения и преподавателя тактики, начальника учебной части, старшего преподавателя тактики.
В октябре 1939 года майор А. Н. Бурыкин переведён в Военно-политическое училище в Тбилиси, где назначен на должность старшего преподавателя военных дисциплин, а 18 июня 1941 года — на должность помощника начальника по учебной и строевой части. Одновременно с этим с 1940 года учился на заочном факультете Военной академии имени М. В. Фрунзе и к лету 1941 года окончил 1 курс.

### Великая Отечественная война
С началом войны находился на прежней должности.
В августе 1941 года назначен на должность командира 832-го стрелкового полка в составе 400-й стрелковой дивизии, формировавшейся в г. Евлах (Закавказский военный округ) и в ноябре передислоцированной в район Махачкалы, после чего вела инженерную подготовку оборонительного рубежа горный хребет Махачкала — Буйнакск. Вскоре дивизия была передислоцирована в район Батайска и затем принимала участие в боевых действиях в ходе Ростовской наступательной операции и освобождении Ростова-на-Дону, а с конца декабря — в Керченско-Феодосийской десантной операции, в ходе которой после форсирования Керченского пролива в районе Еникале вела оборонительные боевые действия в районе Владиславовки. 18 апреля 1942 года подполковник А. Н. Бурыкин в районе села Карач был ранен, после чего лечился в краснодарском госпитале.
По выздоровлении в середине мая 1942 года назначен на должность командира 417-го стрелкового полка (156-я стрелковая дивизия, Северо-Кавказский фронт), однако уже в июле направлен на учёбу на ускоренный курс Высшей военной академии имени К. Е. Ворошилова в Уфе, после окончания которого с ноября находился в распоряжении Военного совета Закавказского фронта и 4 декабря назначен на должность заместителя начальника штаба — начальника оперативного отдела 44-й армии, после чего принимал участие в боевых действиях в ходе Ростовской наступательной операции.
22 марта 1943 года назначен на должность командира 151-й стрелковой дивизии, ведшей оборонительные боевые действия по реке Самбек, а в начале мая — на должность начальника штаба 37-го стрелкового корпуса, который участвовал в ходе Миусской наступательной операции, освобождении Левобережной Украины и в боевых действиях в районе Мелитополя и на никопольском плацдарме.
Полковник А. Н. Бурыкин 16 февраля 1944 года назначен на должность командира 61-й стрелковой дивизии, однако уже 29 марта в ходе форсирования Днепра был контужен, после чего лечился в пятигорском госпитале.
После излечения в мае назначен на должность начальника оперативного отдела — заместителя начальника штаба Харьковского военного округа, а с октября состоял в распоряжении Уполномоченного СНК СССР по делам репатриации граждан СССР из Германии и оккупированных ей балканских стран.
С 2 марта 1945 года состоял в распоряжении Главного управления кадров НКО и 8 апреля назначен на должность начальника штаба 7-го стрелкового корпуса, который вскоре принимал участие в ходе Берлинской наступательной операции.

### Послевоенная карьера
После окончания войны находился на прежней должности.
В августе 1946 года назначен на должность начальника штаба 79-го стрелкового корпуса (Группа советских войск в Германии), а в октябре 1947 года — на должность начальника штаба 16-го гвардейского стрелкового корпуса. В январе 1949 года освобождён от занимаемой должности и в мае того же года направлен на учёбу на Высшие академические курсы Высшей военной академии имени К. Е. Ворошилова, после окончания которого в декабре переведён на учёбу на 2-й курс основного факультета этой же академии, который окончил в декабре 1950 года.
В марте 1951 года назначен на должность начальника оперативного отдела — 1-го заместителя начальника штаба 38-й армии (Прикарпатский военный округ), в октябре того же года — на должность командира 15-й гвардейской стрелковой дивизии, а в апреле 1954 года — на должность начальника ПВО Прикарпатского военного округа.
В мае 1955 года переведён на должность начальника Управления войсковой ПВО, в ноябре 1958 года — на должность начальника войск ПВО и помощника командующего войсками ПВО Московского военного округа, а в феврале 1961 года — на должность начальника войск ПВО этого же округа.
Генерал-лейтенант Александр Николаевич Бурыкин приказами Министерства обороны СССР от 15 февраля 1967 года и от 22 апреля 1967 года уволен в отставку по болезни. Умер 9 мая того же года Москве.

## Награды
- Орден Ленина (06.11.1945);
- Три ордена Красного Знамени (18.09.1943, 03.11.1944, 30.04.1954);
- Орден Суворова 2 степени (31.05.1945);
- Орден Отечественной войны 1 степени (15.02.1944);
- Орден Красной Звезды (19.02.1943);
- Медали;

- Иностранные медали.